# 董常國
董常國（1635年—？），字夏卿，汉军正白旗人，顺治乙未进士。顺治十七年（1660年）任广西平樂府賀县知县。

## 家族成员
- 兄弟董安國，河道总督、董昌國、董振國；
- 堂兄董卫國，湖广总督，女儿嫁愨敬公尹德，孙女嫁尹德子訥亲；
- 侄董延祚，福建布政使。